# Motorsport på Cypern

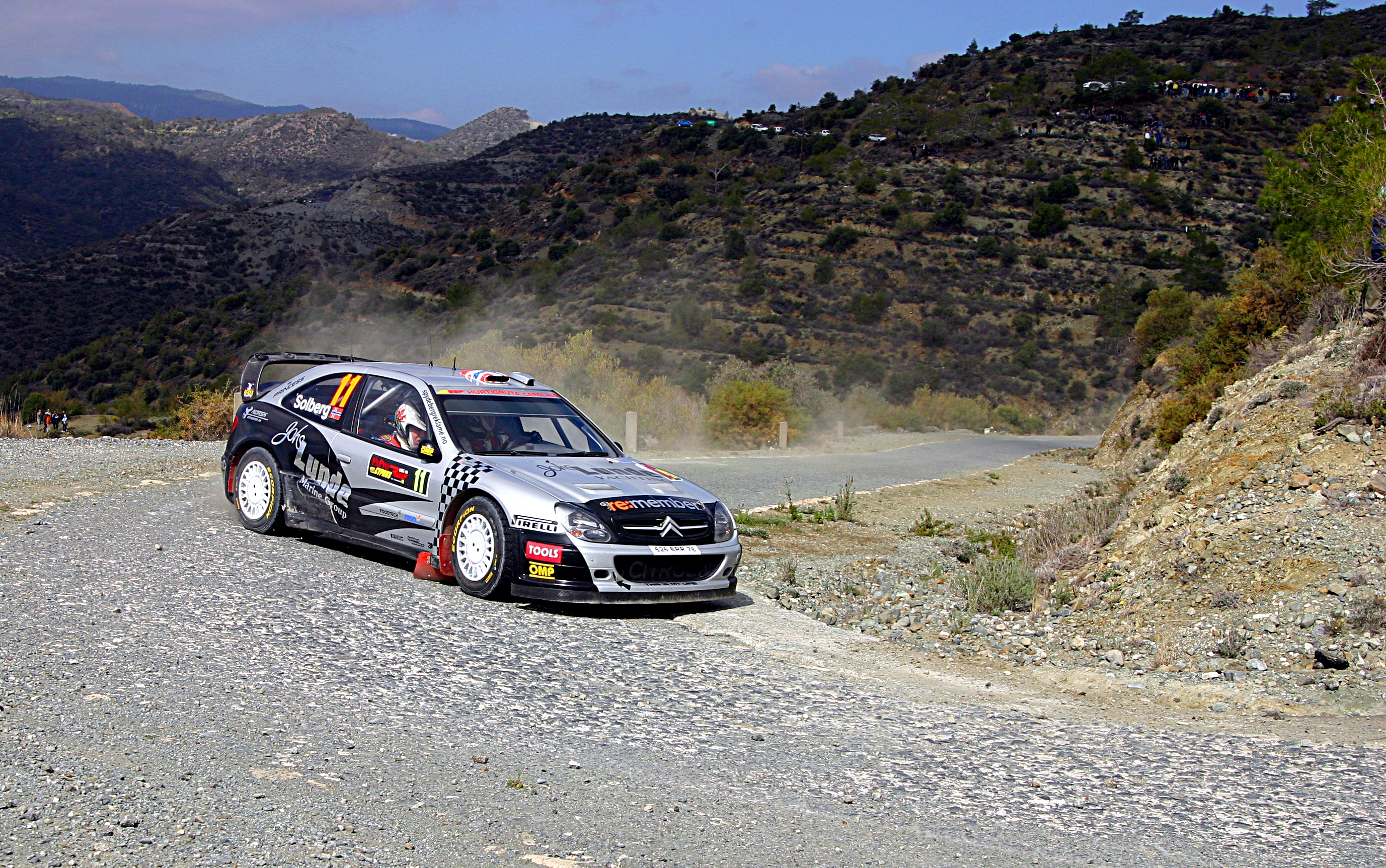
Petter Solberg i Rally Cypern 2009.

Cypern har aldrig varit någon större nation inom motorsport, men har sedan 2000-talet börjat arrangerat flera tävlingar i rally-VM.

## Verksamhet
Banracing har precis som i Grekland aldrig varit särskilt förekommande i den grekcypriotiska delen av landet, medan i den turkcypriotiska delen knappt förekommit motorsport överhuvudtaget. Säsongen 2000 arrangerade Cypern rally-VM för första gången, men tävlingen blev kritiserad för de oerhört långsamma vägarna, då segraren Carlos Sainz hade 64 kilometer i timmen i genomsnitt. Rallyt har körts sedan 1970, och har även ingått i FIA Middle East Rally Championship. Tävlingen har kritiserats för dålig organisation, och var en gång nära att ställas in på grund av bråk mellan intressenter bland arrangörerna.